# Мікель Весга
Мі́кель Ве́сга Арру́ті (ісп. Mikel Vesga, нар. 21 травня 1993, Віторія-Гастейс, Іспанія) — іспанський футболіст, півзахисник клубу «Атлетік Більбао».

## Клубна кар'єра
Вихованець футбольної школи клубу «Ауррера» (Вітторія). Дорослу футбольну кар'єру розпочав 2012 року в основній команді того ж клубу, в якій провів один сезон, взявши участь у 25 матчах чемпіонату. Більшість часу, проведеного у складі «Ауррера», був основним гравцем команди.
Своєю грою за цю команду привернув увагу представників тренерського штабу клубу «Алавес Б», до складу якого приєднався 2013 року. Відіграв за дублерів баскського клубу наступний сезон своєї ігрової кар'єри.
2014 року уклав контракт з клубом «Більбао Атлетік», у складі якого провів наступні два роки своєї кар'єри гравця. Граючи у складі «Більбао Атлетіка», також здебільшого виходив на поле в основному складі команди.
З 2016 року один сезон захищав кольори команди клубу «Атлетік Більбао».
2017 року на правах оренди захищав кольори команди клубу «Спортінг» (Хіхон).
До складу клубу «Атлетік Більбао» повернувся 2017 року. Станом на 10 листопада 2017 відіграв за клуб з Більбао 7 матчів в національному чемпіонаті.

## Досягнення
«Атлетік» (Більбао)
- Володар Кубка Іспанії: 2023–24[1]
- Володар Суперкубка Іспанії: 2020